# Brielse Gatdam
 (mars 2024).
Si vous disposez d'ouvrages ou d'articles de référence ou si vous connaissez des sites web de qualité traitant du thème abordé ici, merci de compléter l'article en donnant les références utiles à sa vérifiabilité et en les liant à la section « Notes et références ».
Le Brielse Gatdam est un barrage néerlandais construit en 1966 sur un ancien bras de la Meuse de Brielle, pour lutter contre les inondations, formant le lac d'Oostvoorne. Son nom vient du nom de l'ancienne embouchure de la Meuse, appelée le trou de la Meuse.
Le Brielse Gatdam ne possède pas d'écluse, aucune route ne l'emprunte.

## Histoire
Un premier barrage avait été construit en 1949 le Brielse Maasdam, mais en 1966, lors de la construction du Maasvlakte, il a été décidé de le doubler à 3,5 km plus à l'ouest. Long de 2 km et large de 200 m, il relie l'île de Voorne-Putten au nouveau port alors en cours d'aménagement. L'espace laissé en eau entre les deux barrages forme une réserve naturelle appelée lac d'Oostvoorne, la zone côtière est également protégée.

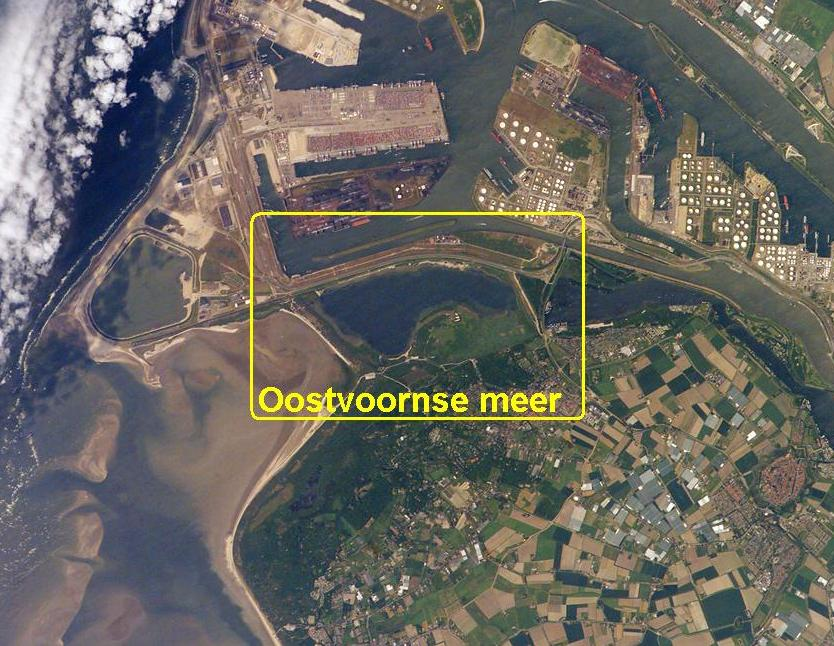
Image satellite des barrages sur la Brielse Maas. Le lac d'Oostvoorne, (Oostvoornsemeer) est fermé par le Brielse Maasdam à l'est et le Brielse Gatdam à l'ouest.
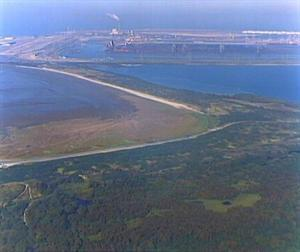
Brielse Gatdam, le Maasvlakte est visible à l’arrière-plan

| \| Rotterdam Brielle Beerenplaat Charlois Flardingue Schiedam Maassluis Maasdijk Scheur Canal Hartel Vieille Meuse Nouvelle Meuse Oostvoorne Brielse Gatdam Brielse Maasdam Lac d'Oostvoorne Lac de Brielle Rozenburg Spijkenisse Nieuwe Waterweg Canal Caland \| En bleu foncé des bras morts de la Meuse de Brielle |
| Rotterdam Brielle Beerenplaat Charlois Flardingue Schiedam Maassluis Maasdijk Scheur Canal Hartel Vieille Meuse Nouvelle Meuse Oostvoorne Brielse Gatdam Brielse Maasdam Lac d'Oostvoorne Lac de Brielle Rozenburg Spijkenisse Nieuwe Waterweg Canal Caland                                                           |